# Cymodusa orientalis
Cymodusa orientalis là một loài tò vò trong họ Ichneumonidae.